# Діксі Бібб-Ґрейвз
Діксі Бібб-Ґрейвз (англ. Dixie Bibb Graves; 26 липня 1882, Монтгомері, Алабама, США — 21 січня 1965, там само) — американська політична діячка, перша леді Алабами та перша жінка — сенаторка США з Алабами.

## Життєпис

### Молодість
Діксі Бібб народилася 26 липня 1882 року недалеко від Монтгомері, штат Алабама на сімейній плантації Пейтона та Ізабель Бібб. Після навчання у державних школах, 1900 року, вісімнадцятирічна Бібб взяла шлюб з двоюрідним братом, законодавцем Девідом Біббом Ґрейвзом.

### Діяльність
Діксі Бібб-Ґрейвз була повірницею Алабамської промислової школи для хлопчиків в Бірмінгемі та президентом Спілки дочок конфедерації з 1915 до 1917 року. Вона була активною в Союзі християнської боротьби жінок, Федерації жіночих клубів в Алабамі, а також в русі за жіноче виборче право.
Бібб-Ґрейвз була призначена на посаду сенаторки 20 серпня 1937 року, її чоловіком-губернатором, щоб замістити вакансію, спричинену відставкою Г'юґо Блека. Ґрейвз стала першою жінкою-сенаторкою з Алабами, та першою одруженою жінкою в Сенаті (всі інші були вдовами) Губернатор Ґрейвз вирішив призначити свою дружину тимчасовою сенаторкою до додаткових виборів, щоб не віддавати перевагу жодному з можливих кандидатів на цю посаду. Протягом свого терміну Бібб-Ґрейвз проголосувала за підтримку програм Нового курсу, спрямованих на сільське господарство, контроль над врожаєм та політику праці. Вона служила з 20 серпня 1937 р. до 10 січня 1938 р.
Діксі-Ґрейвз опікувалася питаннями громадського добробуту, здоров'я та освіти. Під час Другої світової війни вона завербувалась до Жіночого армійського корпусу, працювала в Американському Червоному Хресті та Організаціях Об'єднаних Служб. Один підрозділ Жіночого армійського корпусу був визначений як підрозділ Діксі Бібб-Ґрейвз. Як активна членка організації «Марш оф даймс», вона працювала в лікарнях, де боролися з поліомієлітом. Вона також була головою Жіночого відділу Державної демократичної кампанії 1948, 1952, 1956 та 1960 року. Діксі-Ґрейвз була членом Історичної асоціації Алабами, Американського допоміжного легіону, Клубу без імені та Спілки дочок конфедерації.

### Смерть та спадщина
Ґрейвз померла у Монтгомері, округ Монтгомері, штат Алабама, 21 січня 1965 року, у віці 82. Її поховали на кладовищі Грінвуд, Монтгомері, штат Алабама. Її ім'я внесене до Жіночої зали слави в Алабамі 1972 року.